# زمین‌لرزه شهریور ۱۳۹۷ تازه‌آباد کرمانشاه
زمین‌لرزه شهریور ۱۳۹۷ تازه‌آباد با شدت ۵٫۹ ریشتر در ساعت ۲:۴۳ بامداد یکشنبه، ۴ شهریور ۱۳۹۷ تازه‌آباد استان کرمانشاه را لرزاند. این زمین‌لرزه در عمق ۸ کیلومتری زمین در حوالی شهر تازه‌آباد، بخش مرکزی شهرستان ثلاث باباجانی، رخ داده‌است. آمار رسمی اعلام شده ۳ کشته و ۲۴۳ مصدوم است.
روز شنبه ۱۰ شهریور ۱۳۹۷ بار دیگر زمین‌لرزه‌ای به بزرگی ۴٫۹ ریشتر حوالی تازه‌آباد را لرزاند.

## یکشنبه ۴ شهریور

### مشخصات زمین‌لرزه
- تاریخ (به وقت محلی): یکشنبه ۴ شهریور ۱۳۹۷
- ساعت (به وقت محلی): ساعت ۲:۴۵
- شدت: مؤسسه ژئوفیزیک دانشگاه تهران این زمین‌لرزه را به بزرگای ۵٫۹ ریشتر اعلام کرد. مرکز لرزه‌نگاری آمریکا شدت زمین لرزه را ۶ ریشتر برآورد کرده‌است.[۱]
- طول جغرافیایی: ۳۴٫۵۸[۳]
- عرض جغرافیایی:۴۶٫۳۰
- عمق زمین‌لرزه: ۸ کیلومتری زمین[۱]
- بیش از ۴ پس‌لرزه به بزرگای بیش از ۴ ریشتر پس از زمین‌لرزه اصلی رخ داده‌است.[۴]
- تلویزیون دولتی عراق نیز از لرزه‌های ناشی از این زمین‌لرزه در بغداد خبر داد.[۱]

### تلفات و خسارات
- در این زمین‌لرزه ۳ نفر کشته و ۲۴۳ نفر زخمی شدند.
- زمین‌لرزه باعث قطع آب و برق در شهرستان ثلاث باباجانی شده‌است. استفاده از تلفن‌های همراه با اختلال مواجه است.[۱]
- برق نیمی از شهر کرمانشاه نیز قطع شده‌است.[۱]

## شنبه ۱۰ شهریور

### مشخصات زمین‌لرزه
- تاریخ (به وقت محلی): شنبه ۱۰ شهریور ۱۳۹۷
- ساعت (به وقت محلی): ساعت ۱:۳۲:۴۲
- شدت: مؤسسه ژئوفیزیک دانشگاه تهران این زمین‌لرزه را به بزرگای ۴٫۹ ریشتر اعلام کرد.
- طول جغرافیایی: ۳۴٫۶۱
- عرض جغرافیایی:۴۶٫۱۲
- عمق زمین‌لرزه: ۵ کیلومتری زمین [۵]